# Tirosinemia tipo 2
La tirosinemia tipo II  (también conocida como "tirosinemia Oculocutánea" y "síndrome de Richner-Hanhart" es una enfermedad de herencia autosómica recesiva, la cual se establece entre los 2 y 4 años de edad, cuando aparecen callosidades circunscritas que provocan un gran dolor en los puntos de presión de la palma y la planta del pie

## Fisiopatología
La tirosinemia tipo II es causada por el déficit de la enzima tirosina aminotransferasa, codificada por el gen TAT. La tirosina aminotransferasa es la primera de una serie de 5 enzimas encargadas en la lisis de la molécula de tirosina, la cual es excretada de manera renal o usada en reacciones energéticas. Esta forma de alteración puede afectar los ojos, la piel, y el desarrollo mental.Los síntomas aparecen con frecuencia en la infancia e incluyen llanto excesivo, una anormal fotosensibilidad, dolor y enrojecimiento ocular y la aparición de lesiones dolorosas en las plantas de los pies y en las palmas. Alrededor de la mitad de los individuos con tirosinemia tipo II tienen también alteraciones mentales. La tirosinemia tipo II ocurre en <1/250.000 individuos.

## Epidemiología
Se desconoce su prevalencia, pero hasta la fecha se han reportado menos de 150 casos en la literatura. La enfermedad parece ser más común en poblaciones árabes y mediterráneas.